# Monte Paektu
Il Monte Paektu, anche noto come Baitou (in cinese 白頭山T, 白头山S, BáitóushānP) e Baekdu (백두산?, 白頭山?, PaektusanMR), è il picco più alto della penisola coreana (2744 m), al confine fra la Corea del Nord e la Cina. Il suo nome cinese è Changbai (長白山T, 长白山S, ChángbáishānP), da cui il nome della catena montuosa a cui appartiene, il Changbai Shan.

## Geografia

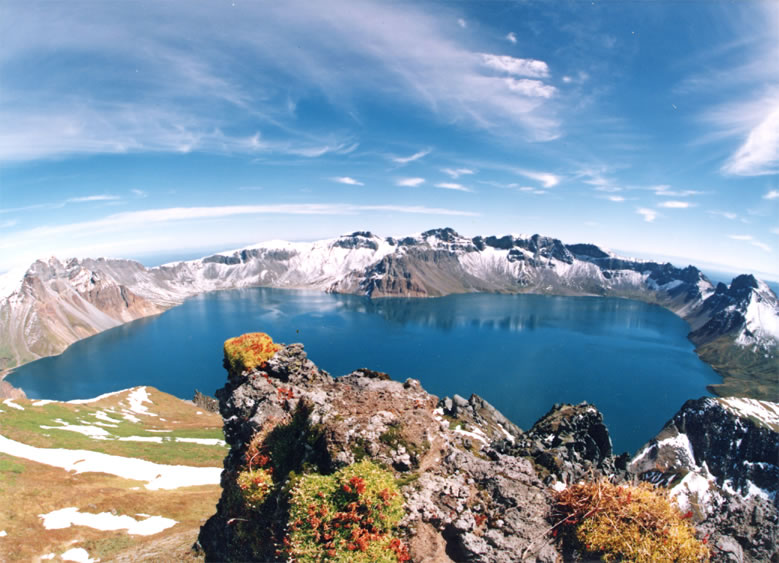
La montagna con il lago Paradiso.

Il monte Paektu è uno stratovulcano il cui cono è troncato da una grande caldera, larga circa 5 km e profonda 850 metri, parzialmente riempita dalle acque del Lago Paradiso. Il lago ha una circonferenza da 12 a 14 chilometri, con una profondità media di 213 metri e una profondità massima di 384 metri.
La sezione centrale della montagna si alza di circa 3 mm all'anno a causa dell'aumento dei livelli di magma al di sotto della parte centrale della montagna. Sedici picchi che superano i 2500 m fiancheggiano il bordo della caldera che circonda il Lago Paradiso. La vetta più alta, chiamata Janggun Peak, è ricoperta di neve circa otto mesi all'anno. La pendenza è relativamente dolce fino a circa 1800 m.
Il lago è tipicamente ghiacciato da ottobre a giugno e la temperatura media resta fredda anche d'estate, con una media annuale di −8 °C in cima alla montagna.
L'acqua scorre a nord fuori dal lago e vicino allo sbocco c'è una cascata di 70 metri. La montagna è la sorgente dei fiumi Songhua, Tumen e Yalu. Il Tumen e lo Yalu formano il confine settentrionale tra la Corea del Nord, la Russia e la Cina.

## Storia Geologica

### Eruzione Tianchi
La caldera della montagna si è formata nel 946 dalla colossale (IEV 7) eruzione "Tianchi" o "Millenaria", una delle più violente degli ultimi 5 000 anni, paragonabile all'eruzione del 180 d.C. del Lago Taupō e del 1815 eruzione del Monte Tambora. L'eruzione, la cui tefra è stata trovata nella parte meridionale di Hokkaidō, in Giappone, e fino alla Groenlandia, distrusse gran parte della sommità del vulcano, lasciando una caldera che oggi è riempita dal Lago Paradiso.
Secondo il Libro della Storia di Koryo, "tuoni dal tamburo del cielo" (probabilmente riferito alle esplosioni dell'eruzione) furono uditi nella città di Kaesong, e poi di nuovo nella capitale dell'antica Corea a circa 450 km (280 miglia) a sud del vulcano. I boati terrorizzarono così tanto l'imperatore che decise di graziare e liberare tutti i detenuti. Secondo il libro della Storia del tempio di Heungboksa, il 3 novembre dello stesso anno, nella città di Nara (Giappone) ), a circa 1100 km a sud-est dalla montagna, è stato registrato un evento di "pioggia di cenere bianca". Tre mesi dopo, il 7 febbraio 947, nella città di Kyoto (Giappone), a circa 1000 km a sud-est di Paektu, si udirono dei "tuoni di tamburi".

### Eruzione Tianwenfeng
Non è chiaro il periodo preciso in cui si è verificata questa eruzione, ma il legno carbonizzato nelle migmatiti di Heifengkou è stato datato intorno al 4105 ± 90 a.C. Questa eruzione ha formato vaste aree ricoperte di pomice gialla e ignimbrite e ha rilasciato circa 23,14 milioni di tonnellate di SO2 nella stratosfera. L'eruzione di Tianwenfeng è stata registrata anche tra le testimonianze della Manciuria. I Manciù hanno descritto l'eruzione come il "Dragone di Fuoco", "Demone di Fuoco" o "Fuoco Celeste".

### Storia Recente
Nel 2011, esperti della Corea del Nord e del Sud si sono incontrati per discutere di una potenziale violenta eruzione che si potrebbe verificare nel prossimo futuro, poiché il vulcano torna attivo ogni 100 anni circa, l'ultima volta è stato nel 1903.

## Nomi
La montagna è stata registrata per la prima volta nel classico cinese Classico delle montagne e dei Mari con il nome di Bùxián Shān (Cinese: 不咸山). È anche chiamato Shànshàn Dàlǐng (Cinese:單單大嶺) nel Libro del tardo Han. Nel Nuovo Libro di Tang, era chiamato Tàibái Shān (Cinese:太白山). L'attuale nome cinese, Chángbái Shān (长白山;長白山, 'montagna sempre bianca'), fu usato per la prima volta durante la dinastia Liao (916–1125) dei Khitan e poi la dinastia Jin (1115–1234) dei Jurchen. I Liao Shi registrarono che i capi di 30 tribù Jurchen del monte Changbai pagarono il loro tributo ai Liao nel 985 d.C. Secondo il diario di viaggio di Songmo Jiwen, fu chiamato così perché la montagna era "la dimora di Guanyin vestita di bianco" e le creature che vivevano li erano tutte bianche. Il moderno nome Manciù della montagna, che è Golmin šanggiyan Alin (ᡤᠣᠯᠮᡳᠨ ᡧᠣᠩᡤᡳᠶᠠᠨ ᠠᠯᡳᠨ), significa anche "montagna sempre bianca".
L'attuale nome coreano della montagna, Paektusan o Baekdusan (백두산/白頭山), fu registrato per la prima volta nella documentazione storica del XIII secolo Goryeosa. Significa "montagna dalla testa bianca". In altri documenti dello stesso periodo, la montagna era anche chiamata Taebaeksan (태백산, 太白山), che significa "grande montagna bianca". Un nome cinese alternativo, Báitóu Shān (白头山;白頭山), è la traslitterazione del monte Paektu.
Il nome mongolo è Öndör Tsagaan Aula (Өндөр Цагаан Уула), che significa "alta montagna bianca". In inglese, vari autori hanno utilizzato traslitterazioni non standard.

## Storia e Mitologia
La montagna è venerata sia dai Coreani che dai Manciù; specialmente il Lago Paradiso che viene considerato profondamente sacro e oggetto di diversi miti. Entrambi i popoli hanno affermato che alcuni dei loro personaggi storici sono nati nei pressi della montagna.

### Corea
Sia gli abitanti del nord che del sud, considerano la montagna come la culla della loro civiltà. Secondo la mitologia coreana infatti, è il luogo dove nacque Dangun Wanggeom, il fondatore del Regno Joseon (2333–108 a.C.) nato dall'unione di Hwanung, il Figlio dei Cieli, e Ungnyeo, un orso che venne trasformato in donna.
La dinastia Goryeo (935–1392) chiamò per la prima volta la montagna Paektu, riportando che i Jurchen dall'altra parte del fiume Yalu furono costretti a vivere fuori dal monte Paektu. La dinastia Joseon (1392–1910) registrò eruzioni vulcaniche nel 1597, 1668 e 1702. Nel XV secolo, il re Sejong rafforzò la fortificazione lungo i fiumi Tumen e Yalu, rendendo la montagna un confine naturale con i popoli del nord. Alcuni coreani affermano che l'intera regione vicino al monte Paektu e al fiume Tumen appartengano alla Corea e parti di essa sono state cedute illegalmente alla Cina dai colonialisti giapponesi attraverso la Convenzione di Gando.
La montagna è particolarmente annoverata tra i simboli nazionali della Corea del Nord: è infatti presente nell'emblema della Corea del Nord e nel monoscopio della Televisione Centrale Coreana, inoltre questa montagna è menzionata nell'inno nazionale nordcoreano e in quello sudcoreano. Secondo la versione del governo nordcoreano, nel 1942 in cima alla montagna, sarebbe nato Kim Jong-il. In realtà, Kim Jong-il, nacque in un campo militare di Chabarovsk, in Siberia, nel 1941

### Cina
Il monte Changbai era considerato la montagna più sacra nella religione sciamanica dei Manciù e dei loro antenati Sushen e Jurchen. La dinastia Jin conferì il titolo "il re che rende prospera la nazione e risponde con miracoli" (cinese:興國靈應王) alla montagna nel 1172 e nel 1193 venne ribattezzato "l'imperatore che schiarì il cielo con straordinaria saggezza" (cinese:開天宏聖帝). Sul lato settentrionale fu costruito un tempio per il dio della montagna.
Il clan Manciù Aisin Gioro, che fondò la dinastia Qing in Cina, affermarono che il loro capostipite Bukūri Yongšon nacque vicino al monte Paektu. Nel 1682, 1698, 1733, 1754 e nel 1805, gli imperatori Qing visitarono la provincia dello Jilin e resero omaggio alla montagna. I riti del monte Changbai furono fortemente influenzati dalle antiche cerimonie del Feng Shan, in cui gli imperatori cinesi offrivano sacrifici al cielo e alla terra sul Monte Tai. L'imperatore Kangxi affermò che il Monte Tai e Changbai appartenessero alla stessa catena montuosa, che va da nord-est a sud-ovest ma è parzialmente sommersa dal mare prima di raggiungere lo Shandong. La geografia e il feng shui del monte Changbai diedero così legittimità al dominio del clan Aisin Gioro sulla Cina.

## Turismo
Nonostante ci siano visite guidate per raggiungere la montagna in Corea del Nord, la maggior parte dei turisti opta per il lato cinese; oggi viene considerata come una delle destinazioni naturali più suggestive della Cina.
Ci sono numerosi monumenti sul lato nordcoreano: Paektu Spa è una sorgente naturale e viene utilizzata per l'acqua in bottiglia. Pegae Hill è un campeggio dell'Esercito rivoluzionario popolare coreano (Coreano: 조선인민혁명군) presumibilmente guidato da Kim Il-sung durante la loro lotta contro il dominio coloniale giapponese. Ci sono diverse cascate, tra cui le cascate di Hyongje che si dividono in due a circa un terzo della distanza dalla cima. Nel 1992, in occasione dell'80º compleanno di Kim Il-sung, un gigantesco cartello composto da lettere di metallo con la scritta "Santa montagna della rivoluzione" è stato eretto sul fianco della montagna. I nordcoreani affermano che ci sono 216 gradini che portano alla cima della montagna, a simboleggiare la data di nascita di Kim Jong-il il 16 febbraio, ma in realtà ce ne sono di più. Sul lato nordcoreano della montagna c'è una funicolare con due auto, che successivamente sono state sostituite con nuove funicolari costruite dalla Kim Chong-t'ae Electric Locomotive Works.